# Ballonversperring

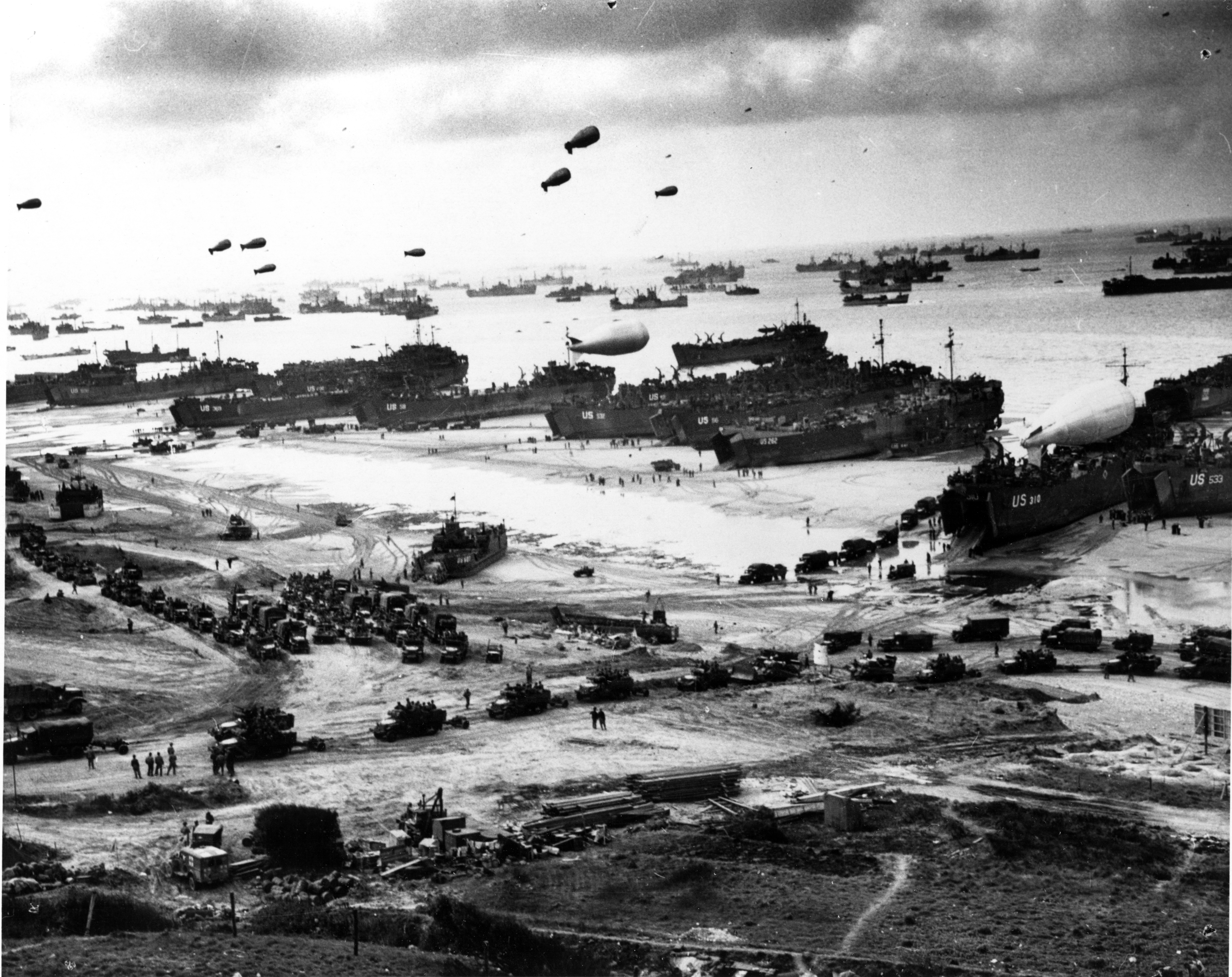
Ballonversperring in de Tweede Wereldoorlog tijdens de invasie in Normandië

Ballonversperringen werden, tot en met de Tweede Wereldoorlog, bij oorlogsvoering op het land gebruikt om duikaanvallen van jachtvliegtuigen te verstoren.
Hiervoor werden lichtgewicht, met waterstof of helium gevulde ballonnen gebruikt; sperballonnen. Deze sperballonnen waren bevestigd aan stalen kabels. Door meerdere van deze sperballonnen bij, of naast elkaar te plaatsen werd een effectieve versperring gecreëerd.
Moderne gevechtsvliegtuigen bezitten geavanceerde navigatieapparatuur en specifieke bewapening, waardoor ballonversperringen tegenwoordig niet meer worden gebruikt.